# La Légende de Novgorode
Vous lisez un « bon article » labellisé en 2007.

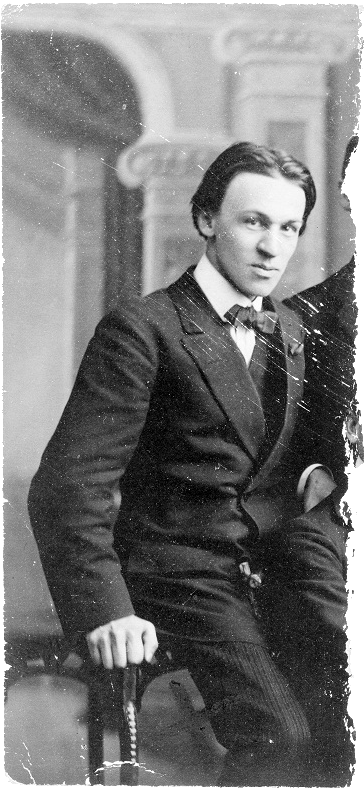
Blaise Cendrars en 1907 à Berne.

La Légende de Novgorode serait le premier poème de Blaise Cendrars, publié dans une traduction russe à Moscou en 1907. Ce texte de jeunesse a longtemps été considéré comme perdu, voire comme n'ayant eu d'autre existence que dans l'imagination fertile de son auteur supposé, jusqu'à ce qu'en 1995 un exemplaire en soit découvert par hasard dans une bouquinerie bulgare. Ce premier poème révèlerait, entre autres choses, le secret de l'origine du pseudonyme littéraire que s'était choisi Frédéric Sauser. Mais son authenticité demeure douteuse.

## La légende

### Blaise Cendrars à l'époque deLa Légende de Novgorode

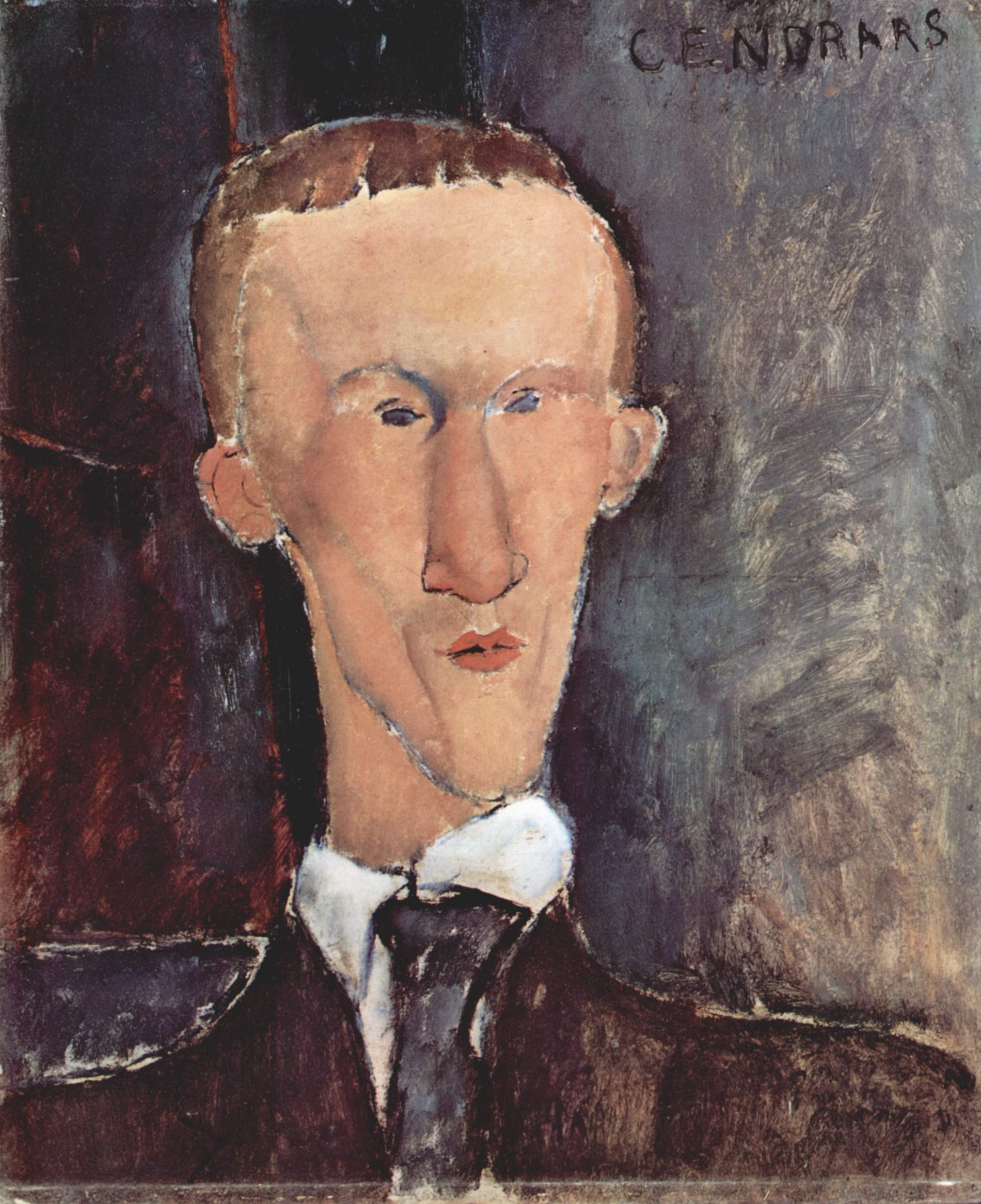
Portrait de Blaise Cendrars peint par Modigliani en 1917.

Frédéric Sauser, qui n'a pas encore à cette époque adopté le pseudonyme de Blaise Cendrars, est envoyé en Russie en 1904 par sa famille, après des études peu brillantes à l'école de commerce de Neuchâtel, afin de servir de secrétaire auprès d'un bijoutier de Saint-Pétersbourg, au service duquel il entre en janvier 1905, juste avant que n'éclate la première Révolution russe.
C'est à cette époque que Frédéric Sauser commence à écrire, et qu'il entame une liaison avec Hélène, une jeune fille probablement issue de la colonie suisse de Saint-Pétersbourg et dont le patronyme serait Kleinmann. Mais en avril 1907, Frédéric est rappelé d'urgence en Suisse, où sa mère est tombée gravement malade. C'est là-bas qu'il apprend la mort d'Hélène, brûlée vive le 28 juin suivant dans un incendie qu'elle avait imprudemment provoqué. Il aurait alors composé, comme exutoire, un long poème, « une chose sortie de l'inconscient », dira-t-il plus tard : La Légende de Novgorode.
Il en aurait envoyé le manuscrit à l'un de ses amis russes, R.R., qui n'a jamais été identifié. Ce dernier aurait traduit le poème en russe et l'aurait fait éditer, afin de faire une surprise à Frédéric Sauser pour son anniversaire, et de l'encourager à poursuivre dans l'écriture.

### Histoire du texte
Blaise Cendrars mentionnait toujours La Légende de Novgorode en tête des bibliographies qu'il dressait lui-même, avec la mention « épuisée » ou « hors commerce ».
Il décrivait ainsi ce livre publié à seulement quatorze exemplaires : « traduit en russe sur le manuscrit de l'auteur par R.R., imprimé en blanc sur papier noir, Moscou, Sozonoff, 1909. Un volume in-12 carré. » Pour le reste, la description qu'il donnait de l'ouvrage, notamment en ce qui concerne le contenu du texte ou le nombre de pages du livre, fut sujette à variations au fil du temps.
Cendrars ayant indiqué qu'il ne possédait pas d'exemplaire de l'ouvrage, et que le manuscrit original en avait été égaré, La Légende de Novgorode fut longtemps considéré comme un livre perdu, ou comme n'ayant jamais existé, son auteur présumé étant connu pour avoir été un « grand affabulateur devant l'Éternel. » Des chercheurs avaient bien entrepris des recherches dans les bibliothèques publiques de Saint-Pétersbourg et de Moscou, mais en vain : ils ne devaient découvrir « aucune trace, ni de l'auteur, ni du traducteur en russe, ni de l'éditeur. »
L'histoire de La Légende de Novgorode connaît pourtant un rebondissement de taille lorsqu'en 1995, le poète bulgare Kiril Kadiiski retrouve par hasard l'un des 14 exemplaires perdus chez un bouquiniste de Sofia : l'exemplaire en question est « un livret endommagé, presque en lambeaux, avec, écrit en russe : Frédéric Sause(r), Légende de Novgorod, traduit du français par R.R. - Sozonov - Moscou-Saint-Pétersbourg - 1907. » Le format correspond bien à l'in-duodecimo décrit par Cendrars. Il s'agit d'une plaquette de seize pages, imprimées en caractères cyrilliques, « sur papier ocre clair, foncé et fragilisé par le temps. »
Retraduit en français, il est publié une première fois en 1996, aux éditions Fata Morgana, en tirage limité de 600 exemplaires et accompagné d'un fac-similé de l'ouvrage découvert en Bulgarie. Une seconde édition révisée paraît l'année suivante, avec des illustrations de Pierre Alechinsky.

## Le texte

### Contenu du poème

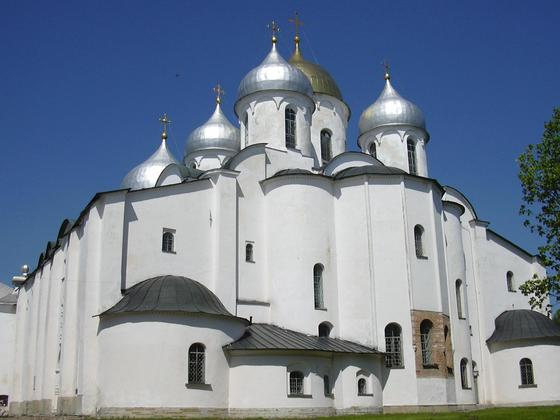
La cathédrale Sainte-Sophie de Novgorod de nos jours.

La Légende de Novgorode se présente, à l'image des Pâques à New York (1912) et de la Prose du Transsibérien (1913), comme un long poème en vers libres au contenu plus ou moins explicitement autobiographique, dans lequel son auteur se remémore les années qu'il vient de passer en Russie.
Se plaçant sous l'invocation de Rimbaud, le jeune poète commence par décrire sa première fugue : 
« 
Et moi, comme un somnambule, je descendais du cinquième étage

le long de la gouttière ;

moi, ce jour-là, je m'enfuyais de la maison de mon père. »
Le jeune homme, qui « n'a que poésie et amour en tête », entreprend de se rendre en Orient, vers Novgorod, « royaume de l'or puant/des fourrures que du Pôle [...]/ des archers à faces de Mongols nous apportaient. »
Le poème mêle ensuite des allusions historiques à la Révolution russe de 1905 ou à la guerre russo-japonaise et des renvois à la vie sociale et intérieure de son auteur, qui exprime son refus de la vie de commerçant qu'il mène à l'époque. La mort tragique d'Hélène Kleinmann est évoquée de manière à peine voilée :
« 
… et ma mémoire depuis lors est comme la nuit blanche

car on a enlevé mon Hélène

et Troie est déjà réduite en cendres. »
Foncièrement, c'est le désir de poésie qui anime la quête du jeune homme :
« 
Je voulais m'engouffrer dans la vie de la poésie

Et pour cela il me fallait traverser la poésie de la vie. »
Poésie qui est conçue sous le mode de l'écriture et de la vision (« Je veux que la réalité m'apparaisse comme un rêve et vivre dans un monde de visions »), vision qui ne s'interdit pas les élans vers la prophétie (« ... je voyais les incendies futurs et derrière eux cheminaient les hermines/du rouge empire russe... »). Ce prophétisme n'est pas dénué d'aspirations mystiques, avec l'évocation de ce vieux moine plusieurs fois mentionné dans le poème, dont on laisse entendre qu'il pourrait être le poète lui-même (« ...et sous la couverture dorée du livre, c'est moi que je voyais,/prêtre dans la pénombre de l'église orthodoxe »), et qui réapparaitra au début de La Prose du Transsibérien, ainsi qu'avec les adresses à Dieu et au Christ, qui préfigurent les Pâques à New York de 1912.
Le poème se termine avec l'évocation de la « Russie vaincue » au terme de la guerre contre le Japon et l'annonce de son renouveau, à travers l'image du poulain, qui apporte un « sang neuf/à travers la gaze des neiges. »

### Commentaires

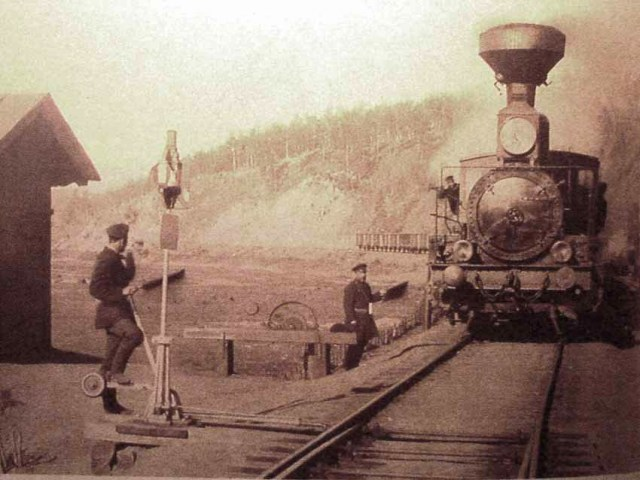
Le Transsibérien à Khilok, dans l'oblast de Tchita, en 1903.

L'une des surprises réservée par le texte aux spécialistes de Cendrars qui en ont pris connaissance en 1996 était que La Légende de Novgorode, non seulement préfigure, mais également annonce une partie de l'œuvre future, et notamment la Prose du Transsibérien et de la petite Jeanne de France, explicitement évoqué, à deux reprises, dans le poème :
« 
Demain quand nous nous enfuirons dans l'express Transsibérien,

la petite Jeanne et moi,

vers Port-Arthur, vers Kharbine,

vers les vagues de plomb de l'Amour

où, comme des rondins, les cadavres jaunes remontent toujours en surface… »
Qui plus est, là où en 1910 les poèmes de Séquences témoigneront de l'attachement du jeune Cendrars pour l'esthétique du symbolisme finissant, ce premier poème, écrit trois ans plus tôt, porte déjà la marque des grands poèmes modernistes écrits à partir des Pâques à New York (1912), et surtout de la Prose du Transsibérien (1913).
L'ensemble du poème paraît hanté par le souvenir de la mort d'Hélène, dont le prénom se lit phonétiquement en acrostiche dans le titre même du poème (Légende de Novgorode), et qui, selon Miriam Cendrars, donnerait la clé du pseudonyme littéraire que s'était choisi Frédéric Sauser, dans lequel on reconnait les mots « braise » et « cendre », révélant que c'est dans le souvenir de la mort de la jeune fille, brûlée vive à Saint-Pétersbourg, qu'il fallait chercher « la tragique origine d'un nom nouveau [...] : Blaise Cendrars. »
« 
À cette époque j'étais un jeune homme de dix-sept ans

Et Novgorod m'accueillit avec ses troupeaux de maisons de bois

grâce auxquelles mes ennemis ont pu forcer la citadelle

de mon amour inaccessible

et ne laisser derrière eux que cendres, que cendres, que cendres. »

### Traduction-restitution en français
L'enjeu de la traduction de La Légende de Novgorode en français étant de tenter de reconstituer le texte original perdu, les problèmes qui se posent sont notablement différents de ceux que l'on rencontre habituellement pour une traduction : la langue-source, celle à partir de laquelle le texte est traduit, ici le russe, n'offre pas au traducteur un appui assuré, puisqu'elle-même résulte de la transposition, par endroits maladroite, « comme d'un traducteur inexpérimenté ou ne maîtrisant pas parfaitement la langue écrite » (maladresses qui sont peut-être voulues, soutiennent ceux pour qui le texte est une supercherie littéraire), d'une autre langue-source, le français, devenue à son tour une langue-cible, celle dans laquelle il s'agit de traduire le texte. Le traducteur est donc confronté à la tâche délicate qui consiste, non pas à recréer le texte dans une nouvelle langue, mais à tenter de retrouver le texte original dans sa langue d'écriture : « nul texte-source dans le cas de La Légende…, et donc — nul sol stable pour le texte réécrit », écrit Lioubov Sávova, qui a tenté une restitution du texte français de La Légende de Novgorode.
L'équipe qui a travaillé sous la direction de Miriam Cendrars a choisi de se référer, pour traduire certains termes, au vocabulaire de Frédéric Sauser tel qu'il apparaît dans ses Cahiers de 1904 à 1907, et a préféré « au risque de quelques gaucheries », ne pas faire « un rapprochement anachronique avec les futurs poèmes de Blaise Cendrars, Les Pâques à New York et Prose du Transsibérien. »

## La controverse

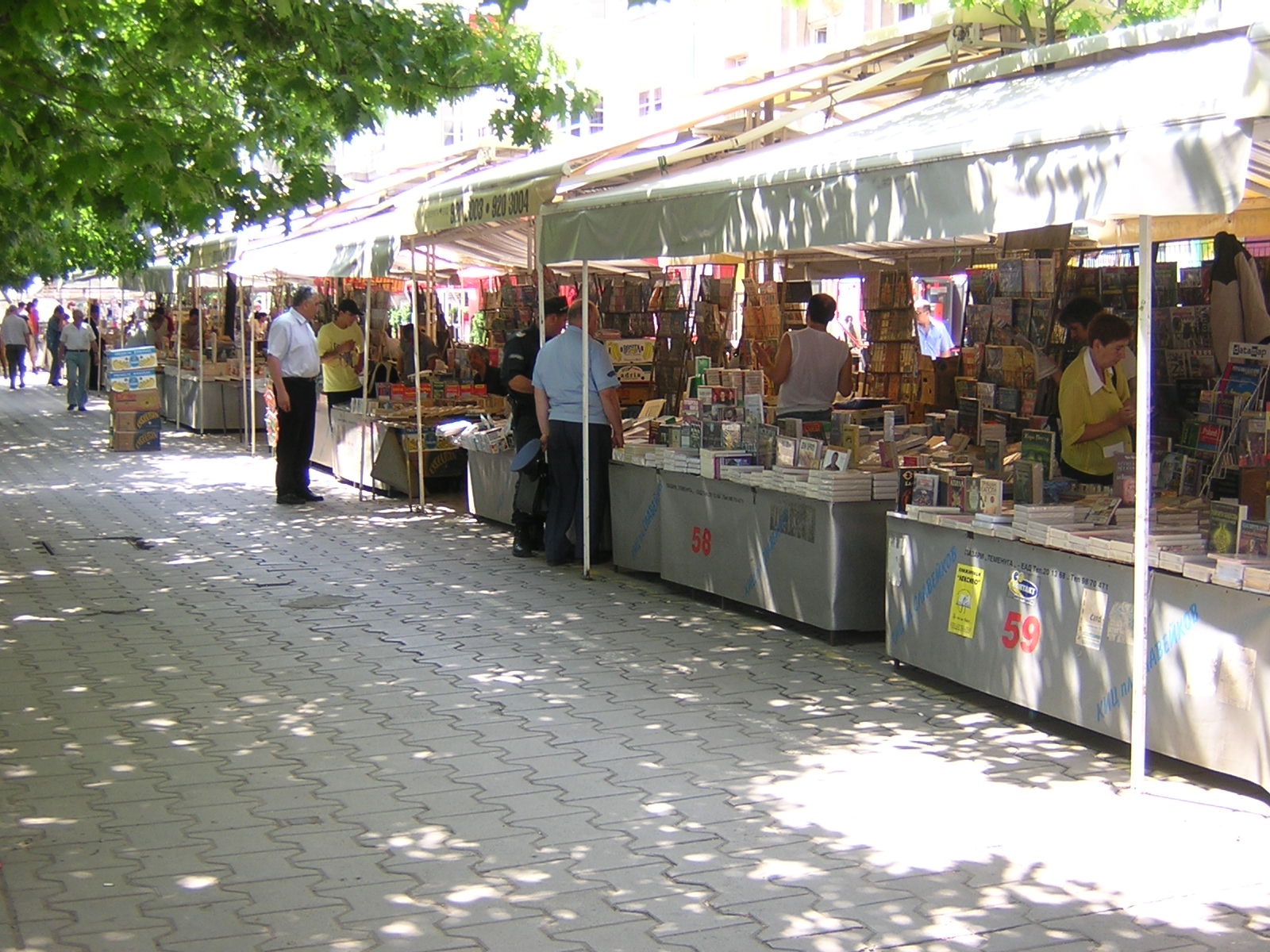
Des bouquineries sur la place Slaveykov, à Sofia, de nos jours.

La découverte inattendue de ce texte mythique, dont beaucoup pensaient qu'il n'avait jamais existé que dans l'imagination de Blaise Cendrars, n'a pas manqué d'éveiller les soupçons, d'autant plus que si les analyses effectuées indiquent bel et bien que le papier dont est constitué l'ouvrage date bien du début du XXe siècle, aucune analyse n'a en revanche été faite de l'encre qui a servi à son impression, et que celle-ci peut difficilement être menée à bien, l'exemplaire de l'ouvrage découvert à Sofia ayant été revendu à un particulier.
C'est ainsi qu'en 2002, Claude Leroy, qui a dirigé l'édition des Œuvres complètes de Blaise Cendrars pour les éditions Denoël se demandait, dans un entretien donné à la revue de littérature Le Matricule des anges, s'il s'agissait « de la découverte du siècle ou d'une nouvelle Chasse spirituelle, ce pastiche de Rimbaud démasqué par Breton. » Évoquant « les innombrables menteries de cet autofictionnaire avant la lettre, de ce précurseur en mythographie », il concluait toutefois que, « si on ne sait pas si le texte est de lui, [...] tout le monde se dit qu'une histoire pareille, selon l'expression consacrée, c'est bien de lui ! »

### Une édition pirate?
Dans un article paru en 2005 dans la Revue de Littérature comparée, Dany Savelli a rendu compte des conclusions d'une recherche, effectuée à l'instigation du spécialiste de l'œuvre de Cendrars Claude Leroy, concernant le paratexte de l'ouvrage retrouvé en 1995.
Elle y révèle que les indications du nom et de l'adresse de l'imprimeur indiquées au verso de la page du titre du livre sont partiellement inexactes : l'existence d'un imprimeur nommé Sozonov est plus qu'hypothétique, tandis que l'adresse mentionnée sur l'ouvrage correspond, à peu de chose près, à celle de Vasilij Voronov, imprimeur entre autres des ouvrages publiés par les éditions Scorpion, l'éditeur des symbolistes russes. Le fait que le catalogue qui fait suite au poème (« Disponibles à l'entrepôt ») soit « quasiment identique, par sa présentation comme par son contenu » à celui de catalogues de Scorpion édités à la fin d'ouvrages de cet éditeur en 1903 semble indiquer que l'on est en présence d'une falsification, d'autant plus qu'un « blanc » injustifié dans la typographie du catalogue de la Légende de Novgorode semble indiquer que le nom d'un éditeur a été effacé. Enfin, ce catalogue, censément édité en 1907, ne mentionne que les ouvrages antérieurs à 1903, dont certains épuisés depuis plusieurs années.
Les références du poème aux événements de 1905 (« les grévistes du pope Gapon ») interdisent néanmoins de considérer le poème comme leur étant antérieur, ainsi que l'examen du catalogue semblait pourtant y inviter.
Plusieurs hypothèses peuvent être avancées pour expliquer ce « piratage » du paratexte : l'une d'entre elles consiste bien évidemment à supposer que l'exemplaire de La Légende de Novgorode serait de fabrication récente, les techniques modernes de reproduction telles que le scanner permettant la création à moindre frais d'un faux catalogue à partir de celui d'une maison d'édition du début du XXe siècle. Une autre serait que Blaise Cendrars, admirateur de l'œuvre de Remy de Gourmont, aurait cherché par là à « se réclamer de ceux-là mêmes qui, en Russie, lisaient et appréciaient l'essayiste français [à savoir les symbolistes russes, regroupés autour des éditions Scorpion] dans le but de mieux se réclamer de lui. »
Quoi qu'il en soit, indique Dany Savelli en conclusion de sa recherche,
« 
Que ce livre ne soit pas paru dans les conditions dans lesquelles il prétend l'être augmente de beaucoup la suspicion qui pèse sur le poème lui-même mais ne suffit pas, cependant, pour conclure au faux. »

### Polémique autour de l'authenticité du texte

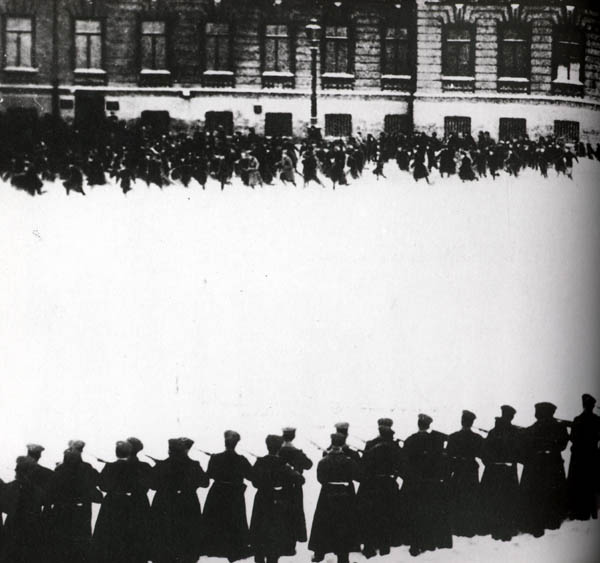
Saint-Pétersbourg le 22 janvier 1905 pendant la révolution à laquelle il est fait allusion dans La Légende de Novgorode.

La polémique a finalement éclaté lorsque le journaliste et écrivain français Raphaël Stainville a laissé entendre dans Le Figaro littéraire du 28 juin 2007 que ce texte aurait en fait été écrit par Kiril Kadiiski, appuyant ses propos sur les travaux d'une jeune universitaire russe, Oxana Khlopina, qui dans sa thèse de doctorat entend montrer que l'exemplaire de La Légende de Novgorode exhumé en 1995 ne peut être authentique : son contenu, aux accents tragiques, ne correspond pas à celui que décrivait Cendrars, qui parlait de ce poème comme d'une « épopée cocasse et héroïque. » Qui plus est, certains détails seraient anachroniques, par exemple l'évocation de l'hôtel Angleterre de Saint-Pétersbourg, qui ne prendra ce nom qu'en 1925.) Mais c'est essentiellement l'analyse de la grammaire et de l'orthographe du texte qui démontreraient qu'il n'a pu être écrit avant 1917, date de la réforme orthographique engagée par le nouveau régime bolchévique, « ni même par un Russe ayant appris à lire avant la réforme. » En outre, explique Oxana Khlopina, la page de titre de l'ouvrage découvert par Kadiiski aurait été composée avec la police de caractères cyrilliques pour ordinateurs Izhitsa, créée en 1988.
Kiril Kadiiski a vivement démenti cette hypothèse dans un entretien accordé au Courrier international, estimant qu'à travers lui, « c'est la réputation d'un pays tout en entier [la Bulgarie] que l'on détruit », et envisageant « d'engager des poursuites pour diffamation. » Il a rappelé par ailleurs n'avoir « jamais dit que ce texte était à 100 % de Cendrars », et s'est déclaré incapable de confectionner un faux de cette nature, n'ayant ni les compétences linguistiques, ni les compétences techniques pour le faire. Le directeur de la thèse d'Oxana Khlopina, Claude Leroy, s'est lui aussi déclaré choqué par cet article du Figaro littéraire, qui mélange « dans un même texte deux plans antinomiques, celui du commentaire littéraire et celui de la dénonciation publique nominale. » Il a indiqué par ailleurs que, contrairement à ce qu'insinue l'article de Raphaël Stainville, son étudiante s'est bornée à démontrer que le texte n'est pas authentique, sans mettre en cause Kiril Kadiiski.
Enfin, Bruno Roy, le directeur des éditions Fata Morgana et premier éditeur de la version française de La Légende de Novgorode, a exprimé des doutes quant à la possibilité que la plaquette découverte en 1995, et qu'il a eue entre les mains, puisse être un faux : « Incontestablement l’impression est en typographie au plomb et le papier, fragile et jauni, du début du XXe siècle », a-t-il expliqué. Il a également rappelé qu'outre Miriam Cendrars, la fille de l'écrivain, il avait également demandé son avis à Claude Leroy, qui a participé à l'édition du texte parue chez Fata Morgana, « d’où [sa] stupéfaction devant son attitude d’aujourd’hui : qu’il nous dise au moins ce qui a pu le faire changer d’avis aussi radicalement », a-t-il indiqué, avant de demander, à propos de cette affaire passablement embrouillée, « qui manipule qui ? »
À la suite de la parution des articles du Figaro et du Courrier international, plusieurs pages du fac-similé de La Légende de Novgorode publié en Bulgarie peu après la découverte de l'exemplaire de l'ouvrage par Kiril Kadiiski ont par ailleurs été soumises par le linguiste bulgare Atanas Tchobanov aux responsables de la société russe Paratype, pour laquelle la police de caractères informatiques Izhitsa avait été créée en 1988, à partir de caractères d'imprimerie russes de la fin du XIXe siècle : les responsables de la société Paratype en sont arrivés également à la conclusion qu'il s'agissait d'une falsification, en se basant sur les différences existant entre la police de caractère Izhitsa et celle qui lui a servi de modèle.

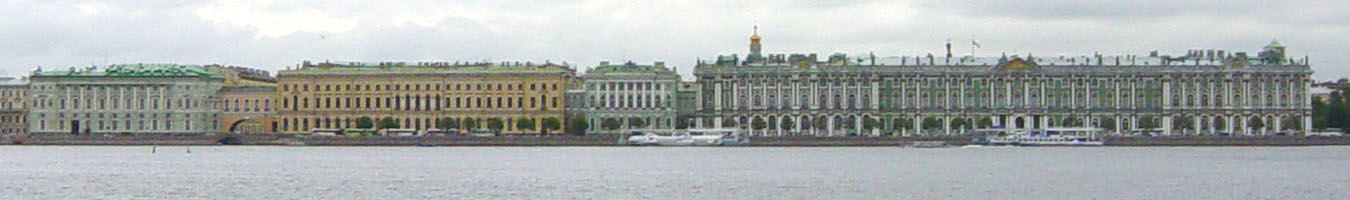
Vue panoramique du complexe accueillant le musée de l'Ermitage à Saint-Pétersbourg, une ville où Blaise Cendrars a vécu entre 1904 et 1907.

## Éditions deLa Légende de Novgorode
- Blaise Cendrars, La Légende de Novgorode, Fata Morgana, 1996.Traduction en français collective, sous la direction de Miriam Cendrars. Illustrations de Pierre Alechinsky.
- Blaise Cendrars, Poésies complètes (tome 1), Denoël, 2002.
- Blaise Cendrars, Du monde entier au cœur du monde, Gallimard, coll. « Poésie », 2006. Le poème reconnu comme un faux a été retiré du volume en 2010.

## Étude critique
- Khlopina, Oxana, «La Légende de Novgorode : analyse d’une falsification», Feuille de routes, Bulletin de l'Association internationale Blaise Cendrars, n° 47, 2009, p. 71-85.